# Герб Панами
Герб Пана́ми — офіційний геральдичний символ держави Панама, що розташовується у Центральній Америці. Герб був прийнятий тимчасово, згідно з тим же самим законом, за яким прийняли і панамський прапор.
Секція в центрі уміщає зображення Панамського перешийка (це головна область державного прибутку Панами). Головна частина герба включає дві чверті. Верхня область — срібний меч та гвинтівка, а внизу ріг достатку і пташка. Орел тримає стрічку із написом латинською мовою «На благо світу» («Pro Mundi Beneficio»). Ці символи означають захист свободи, плідну працю і т. ін. У 1904 році герб був офіційно прийнятий згідно з законом № 64 від 4 червня 1904, що підписаний президентом Асамблеї доктором Ортегою і президентом республіки доктором Мануелем Герреро.